# Matt Tong
Matt Tong (né Matthew Tong le 29 avril 1979 à Bournemouth) est le batteur du groupe de rock anglais Bloc Party qu'il quitte en juin 2013. Il a des origines anglaises et chinoises.

## Biographie
Très tôt, Tong est très porté sur la musique et son premier instrument est le piano. C'est à partir de ce moment que son talent musical commence à s'exprimer. Il commence aussi la guitare pour finalement se tourner vers la batterie à l'âge de 11 ans. Pratiquer la batterie s'avère quelque chose de difficile pour Tong parce qu'il ne possède pas son propre instrument et ne peut apprendre que vingt minutes par semaine, pendant la leçon. À l'âge de 16 ans, Tong acquiert finalement sa propre batterie. À l'école Bournemouth School, où le bassiste de Blur Alex James a d'ailleurs été en cours également en son temps, il joue pour un groupe nommé Button Moon.